# Kerim Berdi
Kerim Berdi (ur. ?, zm. 1420) – władca Złotej Ordy w latach 1412–1414.
W 1413 roku wysłał ambasadorów do Budy i dał bogate prezenty królowi Zygmuntowi Luksemburskiemu w nadziei na zawarcie sojuszu. W 1414 roku został obalony przez Kebeka.